# سایکدلیا
سایکدلیا (انگلیسی: Psychedelia) یا هوش‌ربودگی یا عالم هوش‌ربودگان، نامِ نهاده‌شده بر خرده‌فرهنگ مبتنی بر روانگردان و شیوهٔ زندگی متأثر از آن است که در هنر، موسیقی و مصرف مواد روانگردان، نمود می‌یابد.
اساسِ سایکدلیا تغییرِ خودآگاه و حالات ذهنی است به شکلی که تجربه‌های حسیِ تازه همانند درک رنگ‌های تند و فراواقعی، طیف‌های صوتی، اعوجاج‌های بصری و به‌طور کلی هر آنچه تجربه روانگردان (Psychedelic experience) خوانده می‌شود را ممکن می‌کند. حس‌آمیزی و توهم از مکانیزم‌های تغییر ادراک در این تجربه به‌شمار می‌روند.
به هنر برگرفته از فرهنگ سایکدلیا، هنر سایکدلیک و به موسیقی مرتبط با آن موسیقی سایکدلیک گفته می‌شود.